# Kanton Beauvais-Sud-Ouest
Kanton Beauvais-Sud-Ouest (fr. Canton de Beauvais-Sud-Ouest) byl francouzský kanton v departementu Oise v regionu Pikardie. Skládal se z 5 obcí. Zrušen byl po reformě kantonů 2014.

## Obce kantonu
- Allonne
- Aux-Marais
- Beauvais (jihozápadní část)
- Goincourt
- Saint-Martin-le-Nœud